# クールポート王立海軍弾薬庫
クールポート王立海軍弾薬庫（RNAD Coulport）は、イギリス海軍のトライデント潜水艦発射弾道ミサイル用核弾頭の貯蔵および装填施設。王立海軍弾薬庫（Royal Naval Armaments Depot）の称号を残す最後の施設であり、ロング入江東岸のクールポート村沿いの丘陵に16棟の鉄筋コンクリート製バンカーが建設されている。
バンカーの下にはヴァンガード級原子力潜水艦用の2つのドックがあり、哨戒潜水艦の武装の搭載および積降しに使用されている。2つのうち古い方はポラリス桟橋（Polaris Jetty）として知られ、新しい方の秘匿された爆発物取扱桟橋（Explosive Handling Jetty, EHJ）はトライデント用弾頭の取扱いに使用されている。
クールポートは冷戦期に、イギリスのポラリス核兵器システムのための貯蔵および装填施設として建設され、現在ではトライデント・システムを取り扱っている。クールポートは弾頭の取扱いを主としているが、ミサイルへの装填および取り外しのための施設もそなえている。貯蔵庫には、例えば魚雷のような在来型兵器も貯蔵されている。

## 歴史

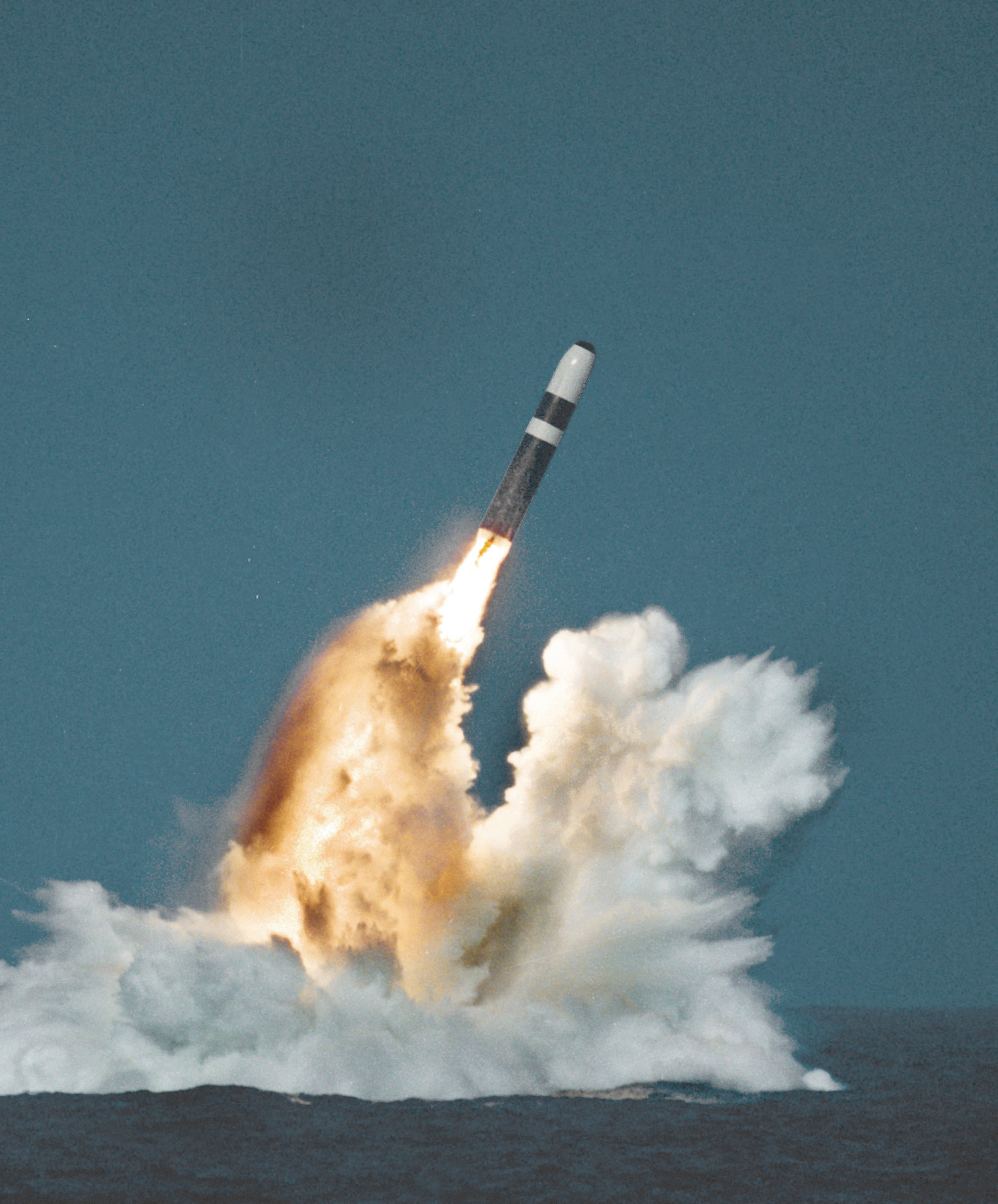
トライデントII (D5)ミサイルの水中発射

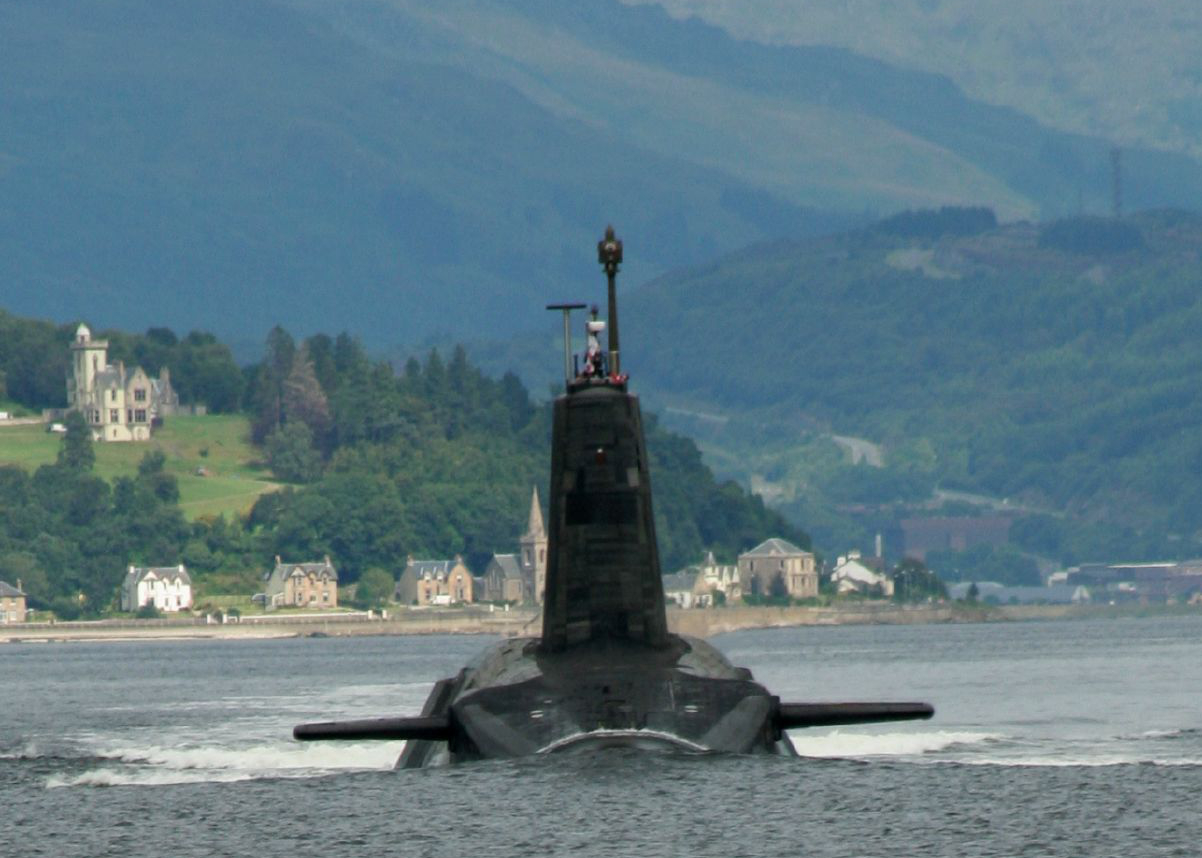
母港クライドから出航するトライデント潜水艦

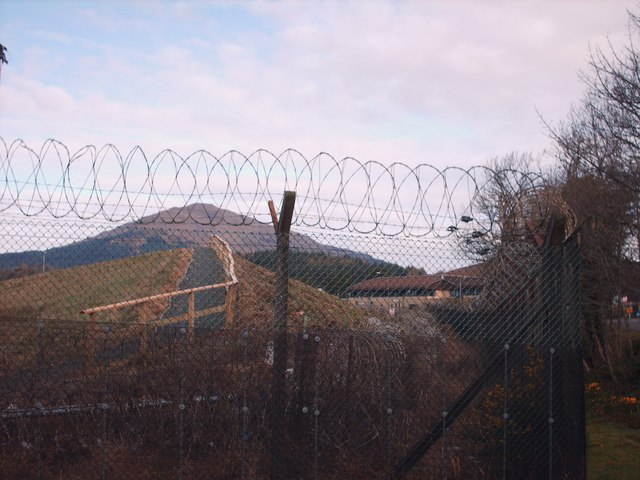
クールポート弾薬庫の外周フェンス

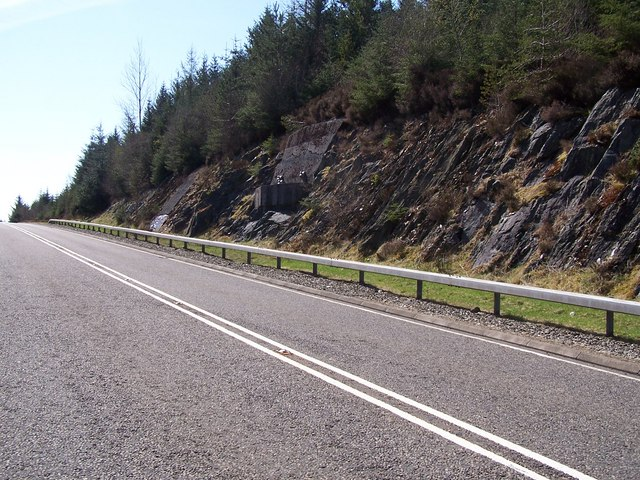
MoD road to RNAD Coulport.

クールポートはもともとは富裕なグラスゴー市民の夏季休暇の静養地として知られており、特に有名なものとしてキッブル・パレスという大温室があったが、これは現在ではグラスゴー植物園内に移設されている。
ナッソー協定が1962年12月に調印され、ポラリス売却協定が1963年に調印された。クールポート弾薬庫は、Duchlage（歴史的にはDuchlassと綴られた）農園の跡地に、1963年から建設が開始され、1968年に竣工した。アイルシャーのハンターストーンでトライデント潜水艦のための浮きドライドックが建造され、クールポートに曳航されて1993年に設置された。この爆発物取扱桟橋（Explosive Handling Jetty, EHJ）は世界最大級の浮きコンクリート製構造物のひとつである。
クールポートおよびファスレーンにおけるトライデント・プログラムは完成まで13年を要した。クールポートにおける計画作業は1982年に始まり、計画全体の最終的なコストは、1994年時点の額面で190億ポンドと試算された。これは英仏海峡トンネル計画に次ぐイギリス第2の規模の調達計画となった。
2014年スコットランド独立住民投票に先立ち、イギリスからのスコットランド独立投票がクールポートおよびファスレーンに及ぼす影響がメディアで広く論じられたが、それはイングランド、ウェールズ、北アイルランドの潜水艦基地にクールポートのサイロを収容できるか不明確であったからである。しかしながら、スコットランドの選挙民は独立に賛成票を投じなかったため、この一帯はスコットランドの他の地域ともどもイギリス領に残留し、基地やそこにある装備もまた影響を被ることはなかった。

## 姉妹港キングズベイ
イギリスのポラリス・システムはクールポートで完全に支援されているが、ミサイル本体はキングズベイ海軍潜水艦基地（アメリカ合衆国・ジョージア州）のトライデント再整備施設にある巨大な備蓄から選定されている。ミサイルはイギリスの所有ではなく、アメリカ海軍と共有のプールのうち58発に対する「共同資産」所有権をイギリスは有している。トライデント用弾頭はオルダーマストン（イングランド、バークシャー）にある核兵器機関（Atomic Weapons Establishment, AWE）で設計および製造されており、イギリス政府の所有物である。

## クールポートにおける保安および事故
ボウライン演習（Exercise Bowline）はクールポートにおける核兵器事故への緊急対処手順の年次検証である。演習は原子力規制局によって実施される。2011年の検証は「演習の指揮・統制の側面は、適切に実行されたとは考えられない」。演習は同年に再度実施され「顕著な改善」を記録し、「取り決められた目標および関連する「指揮・統制」の成功基準を満たした」。

### 関連文献
- Mackby, Jenifer; Cornish, Paul (2008). U.S.-UK nuclear cooperation after 50 years. Washington DC: Center for Strategic and International Studies. p. 410. ISBN 9780892065301